# 溝江長氏
溝江 長氏（みぞえ ながうじ）は、戦国時代から安土桃山時代にかけての武将、大名。諱は長澄とも。

## 略歴
朝倉氏の家臣・溝江長逸の子として誕生する。天正2年（1574年）2月19日、加賀・越前一向一揆により溝江氏は居城の金津城を落とされ、長逸をはじめとする一族30余人が自害に追い込まれるが、長氏は難を逃れ、織田氏に仕えて家を再興させた。長氏は天正10年（1582年）の魚津城の戦いに参加していることが確認され、このころには北陸地方に所領があったと推定される。
本能寺の変で織田信長が斃れると長氏は羽柴秀吉に仕え、後に秀吉の馬廻となる。豊臣政権下では蔵入地の管理も担当し、文禄元年（1592年）、朝鮮派兵に際しては肥前名護屋城に駐留、同城二の丸の守護にあたった。
慶長3年（1598年）6月、北ノ庄城主となった小早川秀秋の与力大名となり、同年8月には加増されて越前にて1万773石を領した。また、同月に秀吉が死去した際には形見として藤島を受領している。
慶長5年（1600年）2月15日、京都の深草にて死去。

## その他
- 竹田川に金津橋（現在の市姫橋）を架けたのは長氏であるという。また、この架橋に対して長束正家から長氏宛ての書状が残っている[2]。

- 江戸時代に彦根藩士となった溝江家に伝来した甲冑「朱銀振分塗伊予札二枚胴具足・壱領」（のちに金津町へ寄贈、現在あわら市指定文化財）は、長氏が朝倉義景から拝領したものとされる[1][2][6]。